# 아프리카-북한 관계
아프리카-북한 관계는 조선민주주의인민공화국 (북한)과 아프리카 대륙 간 외교적 관계를 가리킨다. 여전히 많은 숫자의 아프리카 국가들이 유엔의 대북 제재에도 불구하고 북한과 긴밀한 관계를 유지하고 있다.

## 예술과 문화
북한 정부는 폭넓은 외교적 인정을 받기 위한 노력의 일환으로서, 만수대창작사 산하의 만수대해외개발회사를 설립하였다. 해외개발회사는 창립부터 오늘날까지 사회주의적 사실주의를 표방하며 기념물, 조각상, 정부 시설을 만들어 왔다. 본 회사가 초기 작품 중 많은 부분이 외교적 제스처로 무료로 제공되었지만, 특히 아프리카에서는 이러한 작품들이 소련이 해체되고 그에 따른 소련 재정 지원이 종료됨에 따라 건설 비용을 받게 된다. 이러한 예술 외교의 역사로 인해 현대에도 아프리카 국가들은 만수대 해외개발회사의 주요 손님들이다. 만수대 해외개발회사는 세네갈에 아프리카에서 가장 높은 동상인 아프리카 르네상스 기념비를 건립한 전적도 있다. 이를 잘 보여주듯이, 아프리카 남부 모잠비크의 수도 마푸토에는 김일성의 이름을 딴 거리가 있다. 또한 나미비아 국립 박물관 로비에는 조선인민군 군인이 나미비아군 군인들을 인솔하고 있는 흑백 사진이 걸려 있기도 하다.

## 역사

### 냉전과 아프리카의 탈 식민지화
냉전 기간 동안 북한은 제3세계와 동구권(특히 중국, 쿠바, 소련)에 합류하여 아프리카에서 유럽의 식민주의를 비난하고 아프리카 대륙 전역의 혁명 및 반식민지 운동을 지원하였다. 그들은 기니, 에티오피아, 짐바브웨, 말리, 탄자니아를 포함한 아프리카의 일부 급진적인 국가들에게 여러 가지 군사 및 민간 지원 프로그램을 제공했다. 이러한 도움의 대가로 북한은 외교적 인정과 기타 영향력을 얻을 수 있었는데, 특히 남한이 비동맹 운동에 참여할 수 없도록 하는 데 성공하였다. 이집트의 경우, 관계가 특별히 돈독하였으며, 북한 조종사들은 1973년 욤 키푸르 전쟁에서 이집트 전투기를 조종했고, 이집트는 북한에 스커드 미사일을 수출했다. 이집트는 한국과 수교하기 전부터 이스라엘과 수교를 맺기도 했다.

### 로디지아 부시 전쟁
로디지아 부시 전쟁 당시 북한은 백인이 통치하는 로디지아(오늘날 짐바브웨) 정부에 반대하고 중국, 소련과 함께 아프리카 흑인 게릴라 군인들을 지원했다. 북한은 짐바브웨 아프리카 민족 연합(African National Union) 군인들을 평양 근처의 비밀 군사 훈련소에 초청하였으며, 북한군 장교들을 이들에게 폭발물 사용법을 훈련시켰다. 1980년 로디지아가 짐바브웨가 된 이후 북한은 로버트 무가베 대통령과 동맹을 유지했다.

### 남아프리카 공화국의 아파르트헤이트
북한은 남아공의 아파르트헤이트를 강력하게 규탄하고, 당시 남아공 아파르트헤이트 정권과의 수교를 거부했다. 북한은 1986년 외국인 관광객에게 개방을 실시하였지만, 남아공 국민(일본, 미국, 이스라엘 국민과 함께)의 입국을 금지했다. 이와 더불어 아프리카 국민회의  소속 무장세력은 앙골라 내부에 숨어 있는 군사 훈련소에서 북한 요원들로부터 훈련을 받았다. 북한과 남아공은 아파르트헤이트가 종식된 뒤인 1998년 외교 관계를 맺었다. 2013년 넬슨 만델라가 사망한 후 김영남 최고인민회의 상임위원장 김정은 위원장을 대신하여 조의를 표하고 만델라의 “인종차별에 반대하고 민주주의를 위한 투쟁”을 높이 평가하였다.

### 앙골라 내전
북한은 앙골라의 독립투쟁 당시부터 앙골라 와 끈끈한 관계를 유지해 왔다. 1970년대와 1980년대 앙골라 내전에는 북한군 3000명과 고문관 1000명이 참여해 공산주의 MPLA를 지지하고 남아프리카공화국 아파르트헤이트 군대에 맞서 싸웠던 것으로 추정된다.

### 모잠비크 내전
모잠비크는 혁명으로 포르투갈로부터 독립한 후 공산주의 세력인 FRELIMO 와 반공 세력인 RENAMO 사이에 내전을 벌였다. 북한은 FRELIMO를 지원하기 위해 1980년대 초 모잠비크에 군사 사절단을 설립했다. 북한 군사고문단 인원들은 1983년부터 배치된 FRELIMO 최초의 반군 전문 여단을 구성하는 데 중요한 역할을 수행했다. 또한 동독은 자국 내 모잠비크 FPLM 회원들에게 군사 지원과 훈련을 제공했다.

### 잔지바르 혁명
아프리카 흑인 반군이 잔지바르의 아랍 군주제 체제를 전복시킨 후, 북한은 잔지바르 인민공화국으로부터 즉각 외교적 승인을 받았다.

### 남아프리카 국경 전쟁
남아프리카 국경 전쟁 동안 남서아프리카 인민기구는 남아프리카 정부에 대항하는 반란인 남서아프리카 해방군을 결성했으며, 이들은 군사 훈련을 위해 북한을 방문한 적도 있다.

## 무역
북한과 아프리카 국가 간 무역액은 1억 달러 규모로 추산된다. 이는 대외 제재로 인해 북한 입장에서는 상당한 금액이다. 북한은 르완다에서 아시아 잉어 기반 양식업을 시작하기 위해 1978년과 1979년에 팀을 파견했다. 아베 신조 일본 총리는 아프리카 국가들에 북한과의 무역을 줄이도록 압력을 가할 것을 촉구했다.

## 군사

### 감비아
북한이 감비아군에 호신술 훈련을 제공하기 위해 가라테 무술 사범단을 파견했다.

### 나이지리아
북한은 아티쿠 아부바카르 나이지리아 부통령과 양형섭 최고인민회의 위원장 과의 회담을 마친 뒤 나이지리아에 탄도미사일 지원을 제안했다.

### 우간다
우간다는 북한의 오랜 동맹국이다. 1986년부터 우간다 대통령을 역임하고 있는 요웨리 무세베니는 북한을 방문하는 동안 김일성 에게서 기본적인 한국어를 배웠다고 말했다. 북한은 조종사, 기술자, 경찰, 해병대, 특수부대에 대한 훈련을 제공해 왔다. 2016년 우간다는 북한의 핵무기 프로그램에 대한 유엔의 제재로 인해 이 협력을 종료한다고 밝혔다. 그러나 우간다는 북한을 여전히 친구로 여기고 있다고 밝혔다.

### 짐바브웨
짐바브웨 아프리카민족해방군 병사들은 로디지아 부시 전쟁 당시 북한에서 훈련을 받았다. 1980년 독립이 이루어지고 로디지아가 짐바브웨가 된 후 로버트 무가베 짐바브웨 대통령이 북한을 방문하기도 했다. 1980년 10월 김일성과 무가베는 군사 분야 내 교류협정을 체결했다. 이 합의에 따라 북한군 106명이 짐바브웨에 도착하여 짐바브웨군 제5여단으로 알려진 부대를 훈련시켰다.

## 관련 문서
- Sheriff, Abdul; Ferguson, Ed (1991). 《Zanzibar Under Colonial Rule》. James Currey Publishers. ISBN 978-0-85255-080-9.
- Wessels, Hannes (July 2010). 《P. K. van der Byl: African Statesman》. Johannesburg: 30° South Publishers. ISBN 978-1-920143-49-7.